# Р-13
Р-13 (Індекс ГРАУ ВМФ: 4К50, за класифікацією МО США та НАТО: SS-N-4 Sark) — радянська одноступінчаста рідинна балістична ракета підводних човнів, яка у складі ракетного комплексу Д-2 перебувала на озброєнні підводних човнів проекту 629 та 658 ВМФ СРСР. Розробку розпочато у ОКБ-1 та продовжено у СКБ-385.
За результатами всіх видів випробувань постановою Ради Міністрів № 1109-461 від 13 жовтня 1961 року комплекс Д-2 з балістичною ракетою Р-13 був прийнятий на озброєння ВМФ СРСР під індексом 4К50.
З її допомогою було виконано єдиний у СРСР пуск балістичної ракети з ядерним боєзарядом з борту підводного човна. 20 жовтня 1961 року в ході проведення навчань «Райдуга» підводним човном К-102 було здійснено пуск ракети Р-13 в ядерному оснащенні по полігону на Новій Землі. Усього під час експлуатації комплексу з 1961 по 1972 рік було проведено 311 пусків ракет, з яких 225 було визнано успішними.

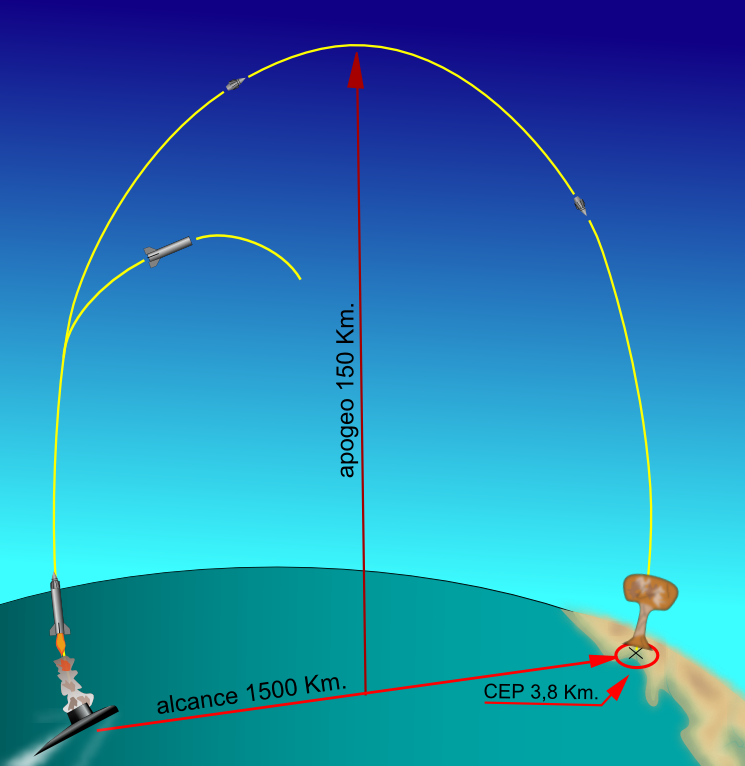
Схема польоту Р-13

Ракета Р-13 стала першою в СРСР ракетою спеціально розробленою для запуску з підводних човнів. У порівнянні з раніше прийнятою на озброєння Р-11ФМ, дальність її була значно збільшена (зі 160 до 600 км), а потужність ядерного боєзаряду підвищена. Однак основний недолік — надводний старт — усунути не вдалося. Практично за всіма параметрами (крім ваги, що закидається, і потужності боєзаряду) Р-13 поступалася прийнятій дещо раніше американській твердопаливній ракеті «Поларис» A-1 (дальність польоту 2200 км, КІВ 1800 м) з підводним стартом. Час передстартової підготовки у Р-13 був триваліший, ніж у «Поларис», — для зниження пожежонебезпеки ракети не заправлялися пальним, а перебували на бойових чергуваннях у шахтах підводних човнів, заправлені лише окислювачем. Пальне для ракет розташовувалося в підводному човні в окремих цистернах поза міцним корпусом човна і заправлялося в ракету тільки в процесі передпускової підготовки, що неминуче збільшувало час передпускової підготовки Р-13 і зменшувало корисний об'єм човна.
Крім того, американські ракетоносці типу «Джордж Вашингтон» могли нести 16 ракет, проти трьох у радянських. Також радянські ракетоносці змушені були здійснювати переходи на відстані до семи-восьми тисяч кілометрів у райони бойового патрулювання та діяти у зонах панування протичовнових сил ВМС США та НАТО. Це призвело до того, що, незважаючи на порівнянну в СРСР і США кількість ракетоносців, морські стратегічні ядерні сили США мали набагато більший бойовий потенціал.
Попри зазначені недоліки, технічна надійність ракет була досить високою, і прийняття їх на озброєння дозволило розпочати проведення бойових чергувань біля берегів США, що стало першим кроком на шляху забезпечення ядерного паритету зі США. Рішення ж, відпрацьовані на Р-13, пізніше були використані в ракетах Р-21 і Р-27.